# Antiochus XI Epiphanes
Antiochus XI (ca. 115 - 93/92 v.Chr.), bijgenaamd Epiphanes Philadelphus (broederlievende verschijning van God), was kortstondig koning van een deel van het hellenistische Seleucidenrijk (Syrië), van 94 tot 93/92 v.Chr.
Hij volgde zijn broer Seleucus VI Epiphanes op, die er niet in was geslaagd na de dood van hun vader Antiochus VIII Grypus zijn macht te vestigen en was verslagen door zijn neef Antiochus X Eusebes. Deze maakte ook korte metten met Antiochus XI, die niettemin wel enige maanden de macht had in de hoofdstad Antiochië. Zijn regering was echter zo irrelevant, dat hij niet wordt genoemd in onze bronnen (Appianus van Alexandrië, Diodorus van Sicilië en Flavius Josephus) en alleen bekend is van zijn munten.

## Secundaire literatuur
- O. Hoover, 'Revised Chronology for the Late Seleucids at Antioch (121/0-64 BC)' in: Historia 65/3 (2007) 280-301